# Rai (rivière)
Pour les articles homonymes, voir Rai.
La rivière Rai (en anglais : Rai River) est un cours d’eau de la région de Tasman dans l’Île du Sud de la Nouvelle-Zélande.

## Géographie
Elle s’écoule principalement vers le sud pour atteindre le fleuve Pelorus au niveau du pont de Pelorus. Le centre ville de la localité de Rai Valley est situé près des berges de la rivière.